# Instituto Nacional de Investigación y Tecnología Agraria y Alimentaria (España)
El Instituto Nacional de Investigación y Tecnología Agraria y Alimentaria (INIA) de España es un centro nacional del Consejo Superior de Investigaciones Científicas (CSIC), dedicado a la Investigación, Desarrollo e Innovación (I+D+i) en materia agrícola, ganadera, alimentaria, forestal y medio ambiental.
La actividad investigadora del INIA se distribuye en tres Centros de I+D+I, dedicados a la Investigación Forestal, la Conservación de Recursos Fitogenéticos y la Sanidad Animal y seis Departamentos agrupados en la Sede Central de Unidades de I+D+I, que se ocupan de campos como la mejora genética, la reproducción animal, la protección vegetal, la tecnología de los alimentos, el medio ambiente y la biotecnología.
Desde septiembre de 2018, la directora del INIA es Esther Esteban Rodrigo, anterior subdirectora general de Medios de Producción Agrícolas y Oficina Española de Variedades Vegetales.

## Historia
El INIA nace en 1971 a raíz de la fusión de tres organismos:
- El Instituto Nacional de Investigaciones Agronómicas (INIA), creado en 1932 con el fin de coordinar y dar mayor eficacia a los trabajos de investigación y experimentación agronómica.
- El Instituto Forestal de Investigaciones y Experiencias (IFIE), creado en 1929 para coordinar las investigaciones de ámbito forestal.

Ambos organismos eran sucesores del Instituto Nacional de Investigaciones y Experiencias Agronómicas y Forestales (INIEAF), activo entre 1926 y 1929.
- El Patronato de Biología Animal (PBA), creado en 1952 con el objetivo de impulsar, orientar y coordinar la investigación científica y técnica en orden a la conservación, fomento y mejora de la ganadería del país.

En 1991 el INIA pasó a denominarse Instituto Nacional de Investigación y Tecnología Agraria y Alimentaria.
De conformidad con la Ley 14/2011 de 1 de junio, de la Ciencia, la Tecnología y la Innovación y la creación de la Agencia Estatal de Investigación (AEI) en 2015, el INIA dejó de ser gestor de convocatorias y la competencia para la financiación de la investigación agraria fue asumida por la Agencia.
En 2020 el ministro de Ciencia, Pedro Duque, anunció los planes del Gobierno para integrar el INIA, junto a otros organismos públicos de investigación, en el Consejo Superior de Investigaciones Científicas (CSIC) como solución al colapso administrativo que estaba atravesando, dejando de ser un organismo independiente. La integración se hizo efectiva en marzo de 2021, pasando a ser un centro nacional.

## Estructura

### Órganos de gobierno
El INIA se gobierna a través de dos tipos de órganos:

#### Colegiados
- El Consejo Rector. Presidido por el titular de la Secretaría General de Investigación, está compuesto por representantes de los diferentes departamentos ministeriales, comunidades autónomas y organizaciones de investigación. Principalmente, es responsable de aprobar las líneas generales de actuación del Organismo y de aprobar sus presupuestos.
- El Consejo de Dirección. Presidido por el titular de la Dirección del Instituto, los subdirectores generales y el secretario general. Es el órgano ejecutivo colegiado de la agencia.

#### Unipersonales
- El Presidente. Cargo que le corresponde ex officio al titular de la Secretaría General de Investigación, representa al Organismo, preside el Consejo Rector y aprueba los grandes contratos, gastos y convenios.
- El Director del INIA. Nombrado por el titular del Ministerio de Ciencia e Innovación, a propuesta del titular de la Secretaría General de Investigación. Tiene rango de subdirector general y es el órgano ejecutivo unipersonal del Instituto.

### Órganos gestores
Son los órganos que gestionan el Instituto, todos ellos dependientes del Director del INIA. Son:
- La Secretaría General. Asume la gestión ordinaria del organismo, es decir, todos los asuntos relativos a recursos humanos, seguridad, régimen interior, servicios comunes, etc.
- La Subdirección General de Prospectiva y Coordinación de Programas. Realiza estudios prospectivos sobre los ámbitos de investigación del organismo y elabora, coordina y gestiona sus programas.
- La Subdirección General de Investigación y Tecnología. Asume la coordinación general de toda la investigación y de los centros del Organismo.

### Órganos de asesoramiento
El INIA posee un único órgano dedicado exclusivamente al asesoramiento y control; el Consejo de Investigación. Está compuesto por el director del Instituto, el secretario general, los subdirectores generales y los Directores de los centros y los coordinadores de los departamentos.

## Presupuesto
| Año  | Presupuesto      | Presupuesto | Empleados |
| Año  | PGE (Millones €) | % de PGE    | Empleados |
| ---- | ---------------- | ----------- | --------- |
| 2021 | 75,9             |             |           |
| 2020 | 52,5             |             |           |

## Dirección
| Titular                | Inicio     | Final      |
| ---------------------- | ---------- | ---------- |
| Esther Esteban Rodrigo | 24/09/2018 | Actualidad |